# مجرة البازلاء الخضراء

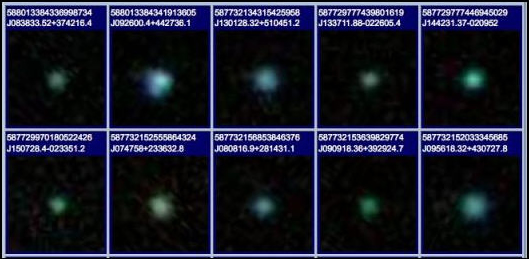
بازلاء خضراء من مشروع غالاكسي زوو

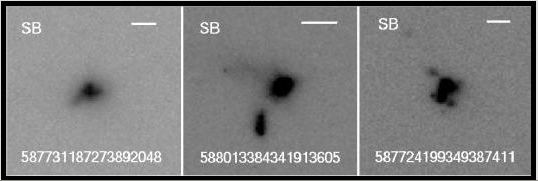
ثلاث صور من تلسكوب الفضاء هابل للبازلاء الخضراء

مجرة البازلاء الخضراء Pea galaxy, Pea Green Pea قد تكون نوع من مجرة انفجار نجمي زرقاء مكتنزة التي تشهد معدلات عالية جدا من تكون النجوم , مجرات البازلاء سميت بذلك لصغر حجمها والمظهر المخضر في صور مسح سلون الرقمي للسماء.
اكتشفت مجرات البازلاء الأولى في عام 2007 من قبل المستخدمين المتطوعين داخل قسم منتدى مشروع علم الفلك عبر الإنترنت حديقة المجرات (GZ).

## الوصف
مجرات البازلاء هي المجرات الأقل ضخامة و لكنها انشط المجرات في تكوين النجوم في الكون المحلي. و هي مجرات مكتنزة مع خط انبعاثات غني بالأكسجين التي تم اكتشافها في الانزياح نحو الأحمر بين 0.112 و 0.360 . هذه المجرات منخفضة الكتلة عموما لا يتجاوز حجمها الأقصى 16300 سنة ضوئية من جانب إلى آخر، ، وعادة ما تكمن في بيئات أقل من ثلثي كثافة بيئات المجرة العادية.
في الغالب الانزياح نحو الأحمر لهذة المجرات=0.258، و كتلتها حوالى ~ 3200 مليون كتلة شمسية